# تطهير جاف
```
التطهير الجاف
 هو طريقة لإزالة 
الملوثات
 (مثل المواد 
الكيميائية
 أو الجزيئات 
البيولوجية
 أو ا
لسوائل
 أو 
الغازات
 أو ا
لمواد الصلبة
) دون الحاجة إلى استخدام 
الماء
 أو السوائل الأخرى. إن التطهير واجب أساسي على المعرضين للمخاطر حيث أنه يحمي الضحايا من الاثار الضارة للملوثات.
[
بحاجة لمصدر
]
```

التطهير الجاف هو طريقة حديثة نسبياً لإزالة التلوث وهي مفيدة بشكل خاص في الظروف الجوية الباردة ،أو عندما تكون المياه شحيحة أو صعبة النقل.[بحاجة لمصدر]  يقلل التطهير الجاف من حجم الخطر عند إزالة التلوث ومتطلبات العمالة البشرية ويلغي الحاجة إلى شراء معدات زائدة تصبح غير فعالة بسبب التخزين أو الاستخدام غير المتكرر.[بحاجة لمصدر]                               

## اساليب التطهير الجاف
عادة ما يتم إجراء التطهير الجاف بعد خلع الملابس وقبل الاستحمام (عند توفره).
هناك خمسة أنواع مختلفة من التطهير الجاف ، يمكن استخدام كل منها بالاقتران مع أنواع أخرى لإزالة ما يصل إلى 100٪ من جميع الملوثات المشتبه فيها:[بحاجة لمصدر]
1. الكشط.
2. المواد الماصة.
3. المواد الماصة.
4. التنظيف بالمكنسة الكهربائية.
5. الهواء المضغوط.

### الكشط
الكشط هو عملية تطهير يتم فيها إزالة الملوثات السائبة من الضحية أو البيئة باستخدام ملعقة الصيدلي أو خافض لسان خشبي أو أداة أخرى محمولة باليد.  يعمل الكشط بشكل أفضل مع السوائل اللزجة والمواد الصلبة.

### المواد الماصة
المواد الماصة مصنوعة خصيصًا لامتصاص(أو التقاط و احتواء) الملوثات.
المواد الماصة تشمل(FiberTect)'[بحاجة لمصدر]
غسول ازالة التلوث من الجلد التفاعلي(RSDL)، أرض فولر ، الدقيق ، صودا الخبز ، المناشف الورقية ، إلخ ، وكلها تمتص المواد الخطرة من الضحية.  بعد اكتمال عملية الامتصاص باستخدام مادة ماصة و ازالة الخطر يجب فوراً مسح السطح الملوث بمنشفة ورقية مبللة. يزداد حجم المادة الماصة عند امتصاص المادة الملوثة.[بحاجة لمصدر]

### DEC’POL
قفاز (DEC'POL®) للتطهير في حالات الطوارئ هو جهاز متعدد التكافؤ يدمج مادة فائقة الامتصاص مع عوامل نشطة لتدمير التلوث الكيميائي والبيولوجي.  تم تطوير القفاز وإنتاجه في
ليون ، فرنسا ، من قبل الشركة المصنعة للملابس والنسيج (Ouvry SAS).

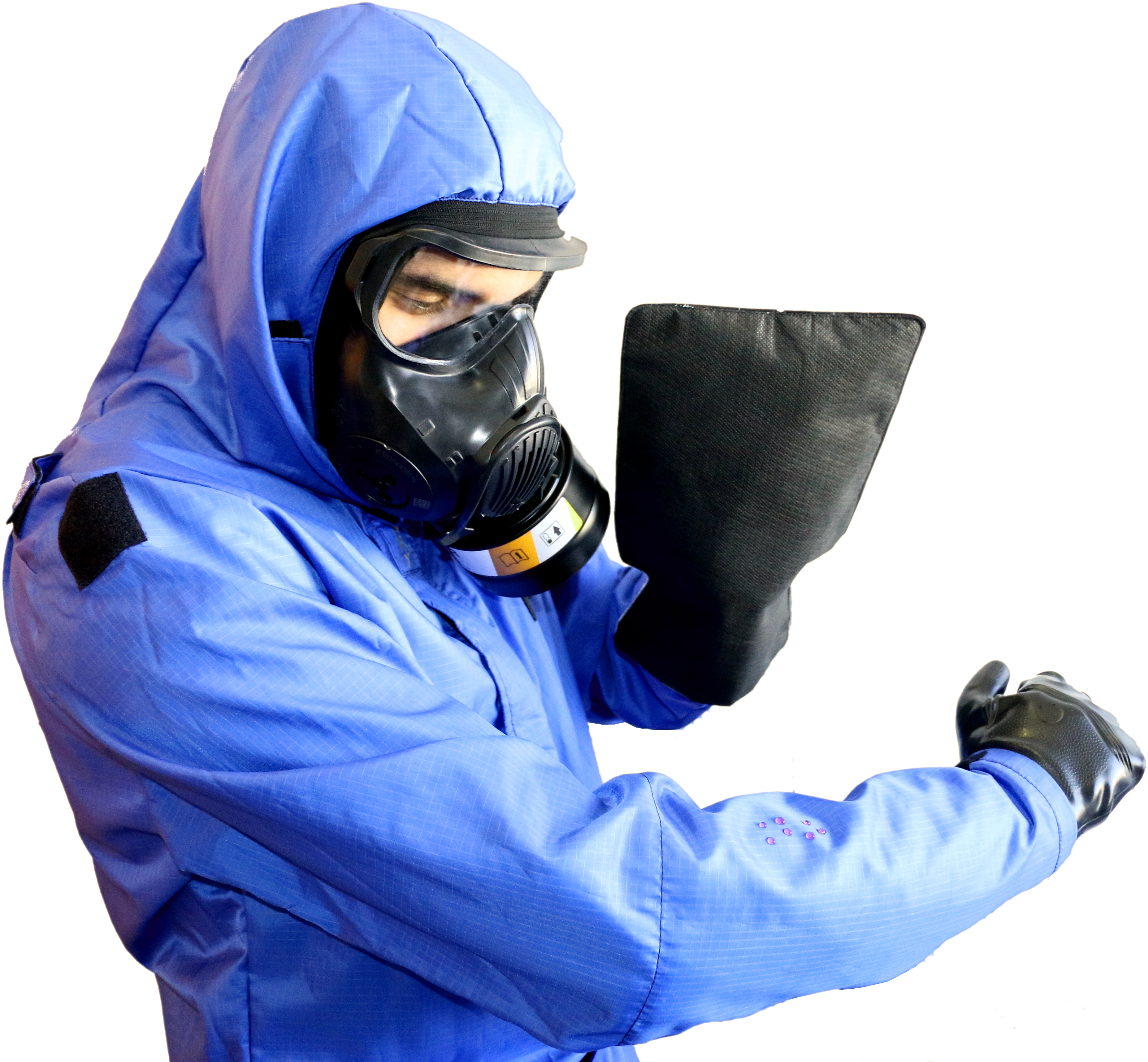
قفاز DECPOL المستخدم في حالات الطوارئ

(DEC'POL) متاح في 20 نوع قفازات.

### FiberTeect
(FiberTect) هو نسيج مركب متعدد الطبقات غير منسوج يمتص الملوثات الكيميائية والبيولوجية والإشعاعية.  يتكون من طبقتين من البوليستر مع طبقة داخلية من الكربون المنشط الليفي. تم تثقيب الطبقات الثلاث بإبرة لتشكيل نسيج واحد يسمح للمواد أن تكون سليمة من الناحية الهيكلية أثناء إنشاء مساحات خالية لتحسين الامتصاص والامتزاز(الامتصاص الكيميائي). يتوفر (FiberTect )في مناديل أو قفازات ، والتي تزيل ما يصل إلى 90٪ من الملوثات.[بحاجة لمصدر]

### RSDL
يتكون (RSDL )(أو لوشن إزالة التلوث من الجلد التفاعلي) من قضيب إسفنجي ماص وغسول يزيل مفعول العوامل السامة.  (RSDL )يزيل أو يحيد عوامل الحرب الكيميائية ، وسموم T-2 ، ومبيدات الآفات.

### أرض فولر
أرض فولر هي أي مادة طينية لديها القدرة على امتصاص الزيت والشحوم ، وما إلى ذلك دون معالجة كيميائية.  
كما أنها تستخدم للتصفية ، والتوضيح ، وإزالة اللون ، وكحشو في الطلاء.  يتم استخدامه من قبل الجيش والمستجيبين الأوائل لتطهير الملابس والمعدات.

### المواد الممتزة
تلتصق المواد الممتزة وتغلف الملوثات على مختلف الأسطح.  
لا يزداد حجم المواد الممتزة عند امتصاص الملوثات.

### التنظيف بالمكنسة الكهربائية
التنظيف بالمكنسة الكهربائية يزيل المواد الصلبة من الضحايا والبيئة الملوثة.  يجب أن تتم عملية التنظيف بالبخار فقط عندما يرتدي الضحية وجميع الأشخاص في المنطقة المجاورة ادوات حماية الجهاز التنفسي ويمكن أن تكون فائدة التنظيف بالبخار محدودة بسبب توفر الإمدادات والمعدات والكهرباء.

### الهواء المضغوط
يستخدم الهواء المضغوط تيارات هواء منخفضة الضغط لإزالة الملوثات الصلبة والجافة من المعدات والبيئة.  كما هو الحال مع التنظيف بالمكنسة الكهربائية ، يجب أن يقتصر استخدام الهواء المضغوط على الحالات التي يرتدي فيها جميع الأشخاص في المنطقة الملوثة معدات الحماية الشخصية (PPE).  غالبًا لا يوصى باستخدام الهواء المضغوط نظرًا لوجود العديد من المخاطر المرتبطة بالطريقة ، بما في ذلك الجهاز التنفسي وتلف الجلد.